# August Wilhelm Francke

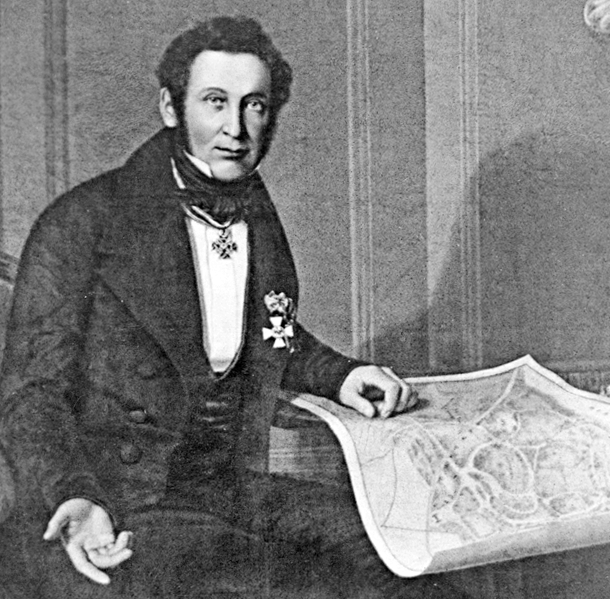
Frühe Fotografie: August Wilhelm Francke

August Wilhelm Francke (* 14. März 1785 in Karow (bei Genthin); † 23. Mai 1851 in Magdeburg) war ein deutscher Verwaltungsjurist und Oberbürgermeister von Magdeburg.

## Leben
Francke wurde als Sohn eines Rittergutspächters geboren. Von 1790 bis 1803 ging er auf das Gymnasium in Brandenburg (Havel). An der Friedrichs-Universität Halle studierte er Rechtswissenschaft. 1804 wurde er Mitglied des Corps Saxonia Halle. 1807 trat er in den westphälischen Dienst und fing als Referendar bei der Kriegs- und Domänenkammer in Magdeburg an. 1808, die Domänenkammer wurde aufgelöst, fand er eine Beschäftigung bei der Unterpräfektur in Halle (Saale). 1809 wurde er als Präfekturrat nach Göttingen berufen, wo er jedoch nur wenige Monate blieb. Er wurde dann in Magdeburg Generalsekretär des Departements der Elbe im Königreich Westphalen. In dieser Funktion kam es zu ständigen Problemen mit der französischen Herrschaft, da sich Francke als deutscher Patriot sah. 1813 ging Francke daher als Unterpräfekt nach Osterode am Harz. Nach dem Ende des Königreiches Westphalen im Zuge der französischen Niederlage in der Völkerschlacht bei Leipzig wurde Francke preußischer Militärgouvernementsrat in Halberstadt. Später, im April 1817, wurde er Rat bei der neugebildeten Regierung in Erfurt.

## Wirken als Oberbürgermeister von Magdeburg
Am 23. Mai 1817 wurde Francke von Friedrich Wilhelm III., dessen Gunst er genoss, zum Kreislandrat, Polizeidirektor und Oberbürgermeister von Magdeburg ernannt.
Francke gründete 1823 die bis heute bestehende Stadtsparkasse Magdeburg, aber auch eine Schullehrer-Witwen- und Waisenkasse sowie eine Holzversorgungsanstalt. Neben dem Armenwesen reformierte Francke das Schulwesen der Stadt. Magdeburg verfügte so zum damaligen Zeitpunkt über das modernste Schulwesen Deutschlands. Sämtliche Kinder aller Bevölkerungsgruppen der Stadt wurden von diesem in Zusammenarbeit mit dem Schulinspektor Karl Zerrener entwickelten System erfasst. Francke lebte in dieser Zeit an der Adresse Georgenplatz 3.
Unter seiner Verantwortung entstanden mehrere Parkanlagen, zu deren Gestaltung Francke Peter Joseph Lenné gewinnen konnte. So bereits 1825 der Klosterbergegarten. Weitere Anlagen waren der Herrenkrugpark und der Glacisweg. 1827 entstand mit dem Nordfriedhof (heutiger Nordpark Magdeburg) der erste Friedhof außerhalb der Stadtbefestigung, gegen den Widerstand des Festungskommandanten Graf Gustav von Hacke. Aus hygienischen Gründen und zur Verbesserung der Grundwasserqualität machte sich dringend eine Entlastung der innerstädtischen Friedhöfe erforderlich.
Ein starkes Engagement zeigte Francke bei der Bekämpfung der 1831 ausgebrochenen Cholera. In kurzer Zeit wurde acht Cholerabaracken und diverse Suppenverteilungsstellen eingerichtet.
Nach dem Erlass der Ständeordnung vom 17. März 1831 trat er vom Amt als Oberbürgermeister zurück und nahm das Amt des Polizeipräsidenten von Berlin an. Kurz darauf holten ihn die Magdeburger zurück und machten ihn zum Oberbürgermeister auf Lebenszeit. 1832 ließ er die Straßenbeleuchtung verbessern. Francke setzte sich sehr für die Förderung der Dampfschifffahrt auf der Elbe ein. Er veranlasste den Bau neuer großer Speicheranlagen (Neuer Packhof 1832–1836) und engagierte sich für den Ausbau der Eisenbahnverbindungen, insbesondere der Bahnstrecke Magdeburg–Leipzig (Einweihung 1840). Weitere von ihm unterstützte Projekt waren die Linien Magdeburg-Halberstadt (1843) und Magdeburg-Potsdam (1846). Francke verbesserte die Magdeburger Wasserversorgung und ließ die ursprünglichen Holzleitungen gegen gusseiserne austauschen. Ab 1844 erfolgte die Wasserförderung mit Dampfkraft. Er machte sich auch Gedanken über eine Stadterweiterung und verfasste eine entsprechende Denkschrift. Die Umsetzung dieses Ansatzes erfolgte erst 30 Jahre später unter seinem Nachfolger Gustav Hasselbach.
1848 schied Francke unter dem Eindruck der Deutschen Revolution 1848/49, der er ablehnend gegenüberstand, aus dem Amt. 1849 wurde er zur 2. Legislaturperiode für den Wahlkreis Magdeburg in das Preußische Abgeordnetenhaus gewählt. Er gehörte der Fraktion des Centrums an. Am 11. September 1850 legte er das Mandat nieder. Er war Verwaltungsratsmitglied verschiedener Eisenbahnunternehmen.

## Ehrungen

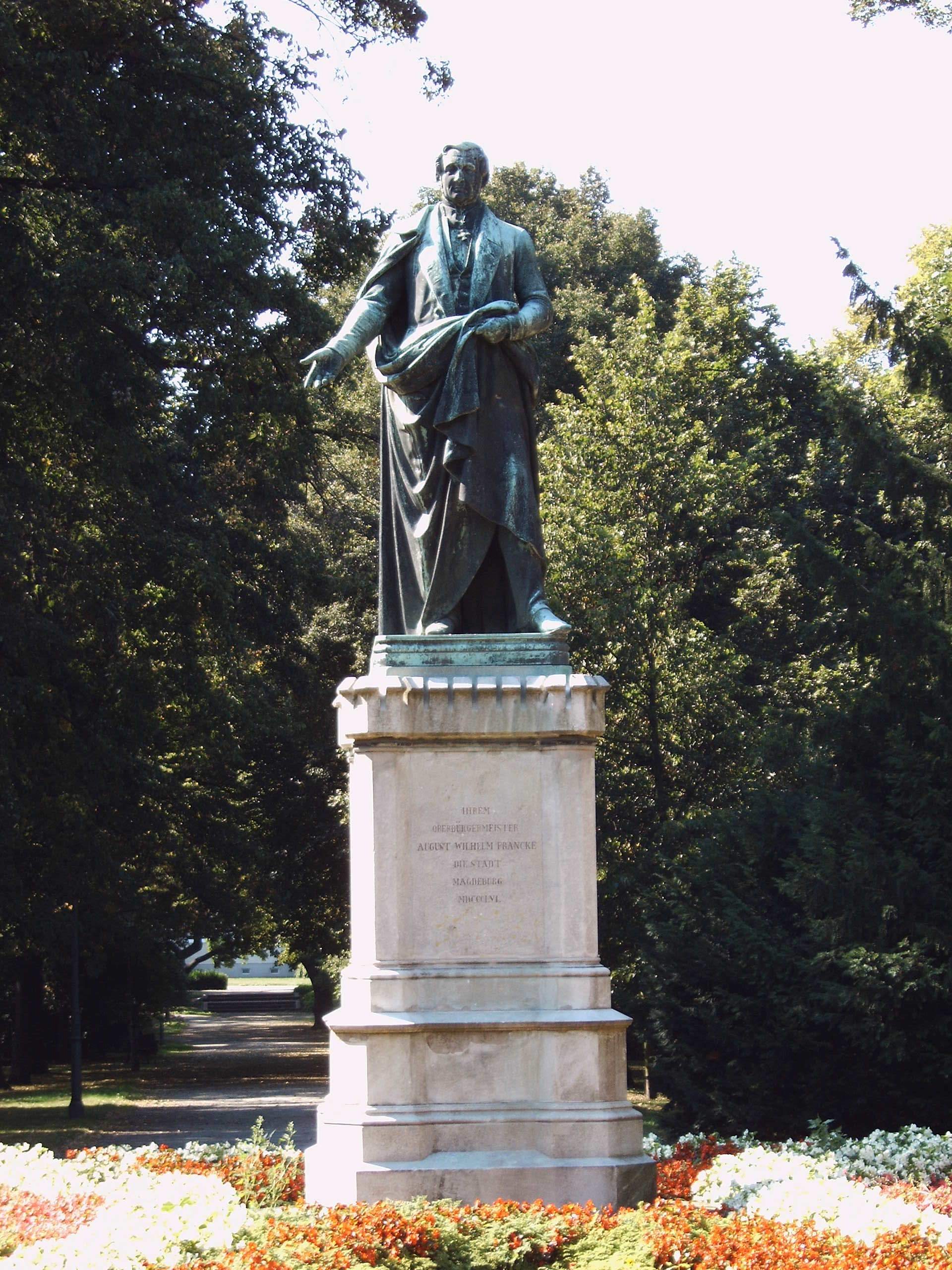
Denkmal Franckes im Nordpark Magdeburg

Francke war Ritter des Roten Adlerordens. Im Jahr 1857 schuf Gustav Blaeser im Auftrag der Stadt Magdeburg für ihn ein Denkmal, das von Georg Ferdinand Howaldt in Braunschweig hergestellt wurde und nach einer Umsetzung heute im Nordpark Magdeburg der Stadt steht. 1997 stiftete die Magdeburgische Gesellschaft von 1990 eine August-Wilhelm-Francke-Medaille zur Verleihung an Magdeburger Persönlichkeiten.
Die Stadt Magdeburg benannte ihm zu Ehren eine Straße (Franckestraße).

## Familie
Sein 1823 geborener Sohn Otto Francke war von 1864 bis zu seinem Tod 1886 Bürgermeister in Stralsund.